# Percy Grainger
George Percy Aldridge Grainger (Brighton, Melbourne, 8 de julho de 1882 — White Plains, Nova Iorque, 20 de fevereiro de 1961) foi um pianista e compositor australiano naturalizado norte-americano.

## Carreira
Em 1895, passa a estudar no Conservatório Hoch de Frankfurt. Em 1901 muda-se para Londres. Em 1912-13 é já um pianista brilhante e muito requisitado, toca várias obras do "Grupo de Frankfurt" do qual é membro. Sem dúvida encorajado pelo seu patrono Henry Balfour Gardiner, compõe "Os Guerreiros" entre 1913 e 1916, praticamente na mesma altura em que Gustav Holst compõe os seus Planetas (1914-17). Durante os anos precedentes à Grande Guerra, apresenta-se como concertista em vários países da Europa e nos Estados Unidos.
Conhece o compositor norueguês Grieg, de quem torna-se amigo. Posteriormente, gravaria o Concerto em Lá menor.
Muitas de suas composições inspiram-se em melodias folclóricas inglesas, irlandesas e de outros países, coletadas em suas viagens.
Em 1914, passa a morar nos Estados Unidos, onde ensinaria em Chicago e Nova Iorque. Adquire nacionalidade norte-americana em 1918. Na Austrália, criou o Museu Grainger.
É autor de cerca de 90 obras para piano, incluindo várias transcrições de música de outros compositores. Grande parte de sua produção existe em versões para orquestra e várias formações instrumentais. A improvisação, a politonalidade e a métrica irregular juntam-se ao humor e jovialidade que, constantemente, Grainger emprega em suas singulares criações.